# Sclerophilacris tabatingana
Sclerophilacris tabatingana är en insektsart som beskrevs av Christiane Amédégnato 1985. Sclerophilacris tabatingana ingår i släktet Sclerophilacris och familjen gräshoppor. Inga underarter finns listade i Catalogue of Life.